# Школа за основно образовање одраслих „Бранко Пешић”
Школа за основно образовање одраслих „Бранко Пешић” је школа која се налази у градској општини Земун, а основана је 1969. године.

## Историјат
Постоје извори да је Српска нова школа саграђена у Светотројичиној улици, 1872. године у Земуну, средствима Српске православне црквене општине. У фебруару 1872. године, Јован П. Јовановић и Ђорђе Пејаковић преузели су књиговодство и готовинска средсва, која им је са потписом   др. Јакова Миланковића и Николе Савића, уступила Српска православна црквена општина. Јозеф Маркс израдио је план изградње школе, у октобру 1972. године почела је самостално са радом у новој згради.
Тадашњи учитељи били су Ђорђе Грујић и његова супруга Милева Грујић, рођено Илић, као и Ђорђе Поповић и Светозар Милетић који је саставио 12 уџбеника као упутства за предавање српске граматике, рачуна и земљописа. Годишња плата учитеља износила је 500, уз плаћену станарину од 100 форинти. Надзирање школе обављали су управитељ, епархијски референт и земаљски школски надзорник. Године 1887/1888 школа је носила назив Српска вероисповедна школа коју је похађало 225 ученика у сва четири одељења.
Садашња школа, до школске 1953/54. године била је четвороразредна, а након тога прерасла је у осмогодишњу. Била је у саставу Радничког унитерзитета у Земуну, а од њега се одвојила 18. априла 1975. године и самостално почела са радом на Карађорђевом тргу 9. Након тога школа се преселила у зграду у Улици Стевана Јовановића 4 (данас Светотројичина).
Од 2000. године школа добија назив по Бранку Пешићу, а настава се изводи у згради површине 1250 м2. У оквиру објекта налази се 11 учионица, 2 кабинета за предшколце, информатички кабинет, библиотеку са око 6500 књига, 3 канцеларије, кухиња и зборница.

## Школа данас
Школу данас похађају деца узраста од 10 до 16 година, а већина њих су ромске националности. У школу се уписују и ученици млађи од 15 година, а у складу са интерним одобрењем  које је 2003. године донело Министарство просвете и спорта. Ученици раде по модификованом наставном плану и програму за одрасле при чему  ученици од првог до четвртог разреда имају наставне предмете као у осталим основним школама.